# Joseph Cedar
Yossef (Joseph) Cedar (hebreu: יוסף סידר‎; Nova York, 31 d'agost de 1968) és un escriptor i guionista de cinema israelià. Ha guanyat importants premis de cinema, entre els quals es destaquen l'Os de Plata a la millor direcció en el Festival de Berlín, i el premi al millor guió en el Festival de Canes, 2011.

## Biografia
Cedar va néixer a Nova York en una família de jueus ortodoxos. Quan tenia 6 anys la seva família es va mudar a Israel on va créixer en el barri de Bayit VeGan de Jerusalem. Després de graduar-se en Filosofia i Història del teatre en la Universitat Hebrea de Jerusalem va matricular estudis cinematogràfics en la Universitat de Nova York. Quan va tornar a Israel va començar a treballar en el guió del qual seria el seu primer film, Ha-Hesder (2000), per al que es va mudar i va viure per dos anys en l'assentament israelià de Dolev. La pel·lícula es va convertir en un succés i va guanyar 6 Premis Ofir inclòs el de Millor pel·lícula.
La seva segona pel·lícula Medurat Ha-Shevet (2004) va ser també un èxit, sent guanyadora de 5 Premis de la Ofir incloent millor pel·lícula, millor direcció i millor guió. Per Beaufort (2007), la seva tercera pel·lícula, va rebre l'Os de Plata per millor direcció en el Festival Internacional de Cinema de Berlín. Beaufort es va convertir en un dels films més reeixits i aclamats per la crítica d'Israel en tota la dècada i va ser nominat per l'Oscar a la millor pel·lícula en llengua no anglesa, la primera que rebia un film israelià en 24 anys. A més, va rebre 4 Premis Ofir i va estar basada en les experiències de Cedar durant el seu servei militar a la frontera entre Israel i el Líban.
La seva pel·lícula de 2011, Hearat Shulayim, va rebre el premi al millor guió durant el 64è Festival Internacional de Cinema de Canes. El 2016 va escriure i dirigir Norman: The Moderate Rise and Tragic Fall of a New York Fixer (hebreu: נורמן: עלייתו המתונה ונפילתו התלולה של מאכער אמריקאי‎) un drama polític estatunidenc-israelià protagonitzada per Richard Gere i Lior Ashkenazi. El rodatge va començar el 8 de febrer de 2015 a Nova York. La pel·lícula es va presentar al Festival de Cinema de Telluride de 2016 i al Festival Internacional de Cinema de Toronto de 2016.
El 2019 va co-crear, co-escriure i codirigir la sèrie limitada de HBO Our Boys (hebreu: הנערים‎, àrab: فتیان, Fityān) creada per Hagai Levi, Joseph Cedar, i Tawfik Abu-Wael. La sèrie se centra en la història del segrest i assassinat de Mohammed Abu Khdeir.

## Filmografia
- Ha-Hesder (2000)
- Medurat Ha-Shevet (2004)
- Beaufort (2007)
- Hearat Shulayim (2011)
- Norman (2016)

## Premis i distincions
Festival Internacional de Cinema de Canes
| Any  | Categoria            | Pel·lícula      | Resultat  |
| ---- | -------------------- | --------------- | --------- |
| 2011 | Premi al millor guió | Hearat Shulayim | Guanyador |